# Carrarese Calcio 1908 1988-1989
Questa voce raccoglie le informazioni riguardanti la Carrarese Calcio 1908 nelle competizioni ufficiali della stagione 1988-1989.

## Rosa

Il tecnico Marcello Lippi a colloquio con la squadra in allenamento

| N. |                   | Ruolo | Calciatore             |
| -- | ----------------- | ----- | ---------------------- |
|    | Italia (bandiera) | C     | Mario Ansaldi          |
|    | Italia (bandiera) | C     | Fabio Bellotti         |
|    | Italia (bandiera) | A     | Marco Bertelli         |
|    | Italia (bandiera) | C     | Giuseppe Carillo       |
|    | Italia (bandiera) | C     | Marcello Carli         |
|    | Italia (bandiera) | D     | Francesco Corsini      |
|    | Italia (bandiera) | A     | Marco Ferraris         |
|    | Italia (bandiera) | C     | Giorgio Figaia         |
|    | Italia (bandiera) | C     | Giancarlo Fiordisaggio |
|    | Italia (bandiera) | C     | Massimo Guidi          |
|    | Italia (bandiera) | D     | Gianpaolo Lussignoli   |
|    | Italia (bandiera) | A     | Simone Mainardi        |

| N. |                   | Ruolo | Calciatore         |
| -- | ----------------- | ----- | ------------------ |
|    | Italia (bandiera) | C     | Gian Piero Menconi |
|    | Italia (bandiera) | D     | Marcello Montanari |
|    | Italia (bandiera) | D     | Emiliano Mosti     |
|    | Italia (bandiera) | A     | Andrea Pasquini    |
|    | Italia (bandiera) | D     | Simone Pelliccia   |
|    | Italia (bandiera) | A     | Giovanni Picasso   |
|    | Italia (bandiera) | C     | Andrea Pinelli     |
|    | Italia (bandiera) | P     | Giampaolo Pinna    |
|    | Italia (bandiera) | C     | Marco Puppi        |
|    | Italia (bandiera) | D     | Michele Sbravati   |
|    | Italia (bandiera) | C     | Giovanni Solinas   |
|    | Italia (bandiera) | D     | Paolo Vitaloni     |

## Risultati

### Campionato

#### Girone di andata
| 11 settembre 1988 1ª giornata | Carrarese | 0 – 0 | Centese |  |

| 18 settembre 1988 2ª giornata | Lanerossi Vicenza | 0 – 0 | Carrarese |  |

| 25 settembre 1988 3ª giornata | Carrarese | 2 – 1 | Arezzo |  |

| 2 ottobre 1988 4ª giornata | Lucchese | 0 – 0 | Carrarese |  |

| 9 ottobre 1988 5ª giornata | Carrarese | 1 – 0 | Montevarchi |  |

| 16 ottobre 1988 6ª giornata | SPAL | 1 – 0 | Carrarese |  |

| 23 ottobre 1988 7ª giornata | Carrarese | 1 – 0 | Virescit Bergamo |  |

| 30 ottobre 1988 8ª giornata | Triestina | 2 – 0 | Carrarese |  |

| 6 novembre 1988 9ª giornata | Carrarese | 2 – 1 | Prato |  |

| 13 novembre 1988 10ª giornata | Modena | 0 – 1 | Carrarese |  |

| 20 novembre 1988 11ª giornata | Carrarese | 1 – 1 | Trento |  |

| 27 novembre 1988 12ª giornata | Derthona | 1 – 2 | Carrarese |  |

| 4 dicembre 1988 13ª giornata | Carrarese | 0 – 1 | Spezia |  |

| 11 dicembre 1988 14ª giornata | Pro Livorno | 0 – 0 | Carrarese |  |

| 18 dicembre 1988 15ª giornata | Carrarese | 1 – 0 | Reggiana |  |

| 31 dicembre 1988 16ª giornata | Mantova | 2 – 1 | Carrarese |  |

| 7 gennaio 1989 17ª giornata | Carrarese | 0 – 0 | Venezia-Mestre |  |

#### Girone di ritorno
| 15 gennaio 1989 18ª giornata | Centese | 1 – 1 | Carrarese |  |

| 22 gennaio 1989 19ª giornata | Carrarese | 1 – 1 | Lanerossi Vicenza |  |

| 5 febbraio 1989 20ª giornata | Arezzo | 0 – 0 | Carrarese |  |

| 12 febbraio 1989 21ª giornata | Carrarese | 0 – 0 | Lucchese |  |

| 19 febbraio 1989 22ª giornata | Montevarchi | 1 – 0 | Carrarese |  |

| 5 marzo 1989 23ª giornata | Carrarese | 0 – 0 | SPAL |  |

| 12 marzo 1989 24ª giornata | Virescit Bergamo | 1 – 1 | Carrarese |  |

| 19 marzo 1989 25ª giornata | Carrarese | 2 – 2 | Triestina |  |

| 25 marzo 1989 26ª giornata | Prato | 3 – 1 | Carrarese |  |

| 9 aprile 1989 27ª giornata | Carrarese | 1 – 0 | Modena |  |

| 16 aprile 1989 28ª giornata | Trento | 0 – 0 | Carrarese |  |

| 23 aprile 1989 29ª giornata | Carrarese | 1 – 0 | Derthona |  |

| 30 aprile 1989 30ª giornata | Spezia | 1 – 0 | Carrarese |  |

| 14 maggio 1989 31ª giornata | Carrarese | 3 – 0 | Pro Livorno |  |

| 21 maggio 1989 32ª giornata | Reggiana | 3 – 1 | Carrarese |  |

| 28 maggio 1989 33ª giornata | Carrarese | 1 – 1 | Mantova |  |

| 4 giugno 1989 34ª giornata | Venezia-Mestre | 0 – 0 | Carrarese |  |